# Carla Peterson
Carla Constanza Peterson (Córdoba, Argentina, 6 de abril de 1974) é uma atriz argentina que atua tanto em papéis dramáticos quanto em cômicos.

## Biografia
Viveu na cidade de seu nascimento até os três anos de idade. Seu pai era instrutor de aviação e sua mãe advogada. Carla é a mais velha de três irmãos e desde pequena desejava ser atriz.
Reconhece o diretor Miguel Guerberof como seu mestre. Ele a formou no teatro clássico e a dirigiu em várias obras de Shakespeare e na versão de O Castelo, obra de Franz Kafka. Aos 18 anos mudou-se para Nova Iorque e Los Angeles a fim de tomar algumas aulas de dança.
Dois anos mais tarde, apresentou-se em um casting de televisão e foi eleita para participar na novela "Montaña Rusa". O trabalho de Carla Peterson caracteriza-se pela versatilidade: pode representar papéis trágicos ou, muito pelo contrário, encarnar com perfeição personagens de humor cômico.
Continuou atuando em programas como Verano del 98, Enamorarte e Son Amores, onde ganhou popularidade por sua Brigitte. Em 2004 atuou em Los Pensionados, e em 2005 interpretou uma vilã em Frijolito, do canal mexicnao Telemundo.
No ano seguinte, se destacou com Constanza, a antagonista de Sos Mi Vida. Pelo excelente trabalho, ganhou sua primeira protagonista em Lalola, como Lola Padilla. Lalola foi sucesso em diversos países como Brasil, Peru, Rússia, Polônia entre outros. E Espanha e Chile que ganharam versões locais.
Já em 2008 protagonizou junto a Mike Amigorena a novela Los Exitosos Pells,, como Sol Casenave, outro grande sucesso em sua carreira. E em 2011 voltou para as novelas com Un Año Para Recordar, no papel de Ana María Santos com Gastón Pauls, as duas no canal Telefe.
Em 2012, por conta de sua gravidez, preferiu atuar em papéis pequenos nas minisséries Tiempos Compulsivos no Canal Trece e na segunda temporada de En Terapia na Tv Pública.
Em 2014 voltou a televisão para garantir mais um grande sucesso em sua carreia: Guapas, com Mercedes Morán, Araceli González, Florencia Bertotti e Isabel Macedo, para Pol-ka com canal Trece.
Já nas telas do cinema atuou nos filmes El Mural, Medianeras, Dos Mas Dos e em sua última estreia Las Insoladas. Já no teatro atuou em grandes obras entre elas Corazón Idiota, com Griselda Siciliani y La Guerra de los Roses com Adrián Suar. E em 2015 estará nos palcos com Juan Minujín para Venus en la piel" do diretor Javier Dualte.
Em 2018 atuou como protagonista na novela Cien días para Enamorarse, ao lado de antigos conhecidos, como Luciano Castro e Juan Minujín, tendo sido uma novela muito premiada, transmitida pela Telefe.

## Vida Pessoal
Atualmente está casada com o economista argentino e ex Ministro da Economia da Argentina, Martín Lousteau, com quem tem um filho, Gaspar, que nasceu em 26 de janeiro de 2013.

## Cinema
| Ano  | Título                                                       | Personagem      | Diretor           | Notas                    |
| ---- | ------------------------------------------------------------ | --------------- | ----------------- | ------------------------ |
| 2007 | Ratatouille                                                  | Colette Tatou   | Brad Bird         | Voz na versão argentina. |
| 2009 | A Janela (La ventana)                                        | Claudia         | Carlos Sorín      | Participação Especial    |
| 2010 | Pássaros Livres (Plumíferos)                                 | Clarita         | Daniel De Felippo | Voz                      |
| 2010 | El mural                                                     | Blanca Luz Brum | Héctor Olivera    | Protagonista             |
| 2011 | Medianeras: Buenos Aires da Era do Amor Virtual (Medianeras) | Marcela         | Gustavo Taretto   | Participação Especial    |
| 2012 | 2 Mais 2 (Dos Más Dos)                                       | Betina          | Diego Kaplan      | Protagonista             |
| 2014 | Las insoladas                                                | Flor            | Gustavo Taretto   | Protagonista             |
| 2016 | Uma Noite de Amor (Una Noche de Amor)                        | Paola           | Hernán Guerschuny | Protagonista             |
| 2016 | Inseparáveis (Inseparables)                                  | Verônica        | Marcos Carnevale  | Participação Especial    |
| 2017 | Mamãe Saiu de Férias (Mamá se fue de viaje)                  | Vera            | Ariel Winograd    | Protagonista             |
| 2018 | Recreo                                                       | Andrea          | Hernán Guerschuny | Protagonista             |
| 2018 | Animal                                                       | Susana Decoud   | Armando Bo        | Pós-Produção             |

## Televisão
| Año       | Título                   | Canal     | Personaje                        | Notas                      |
| --------- | ------------------------ | --------- | -------------------------------- | -------------------------- |
| 1992      | Dance Party              | Canal 9   |                                  |                            |
| 1993      | Quereme                  | Telefe    |                                  |                            |
| 1993      | Princesa                 | Canal 9   |                                  |                            |
| 1994      | Aprender a volar         | Canal 13  |                                  |                            |
| 1994–1995 | Montaña Rusa             | Canal 13  | María                            |                            |
| 1996      | La Nena                  | Canal 9   |                                  |                            |
| 1997      | Naranja y media          | Telefe    | Valeria                          |                            |
| 1998      | Te quiero, te quiero     | Canal 9   |                                  |                            |
| 1998      | La Nocturna              | Canal 13  |                                  |                            |
| 1998      | RRDT                     | Canal 13  |                                  |                            |
| 1999      | Videomatch               | Telefe    | –                                | Participação               |
| 2000      | Verano del '98           | Telefe    | Perla Gómez                      |                            |
| 2001      | Enamorarte               | Telefe    | Lucía Prieto                     |                            |
| 2002–2003 | Son amores               | Canal 13  | Brigitte Monti                   |                            |
| 2004      | La niñera                | Telefe    | Ana Wainer                       |                            |
| 2004      | Los pensionados          | Canal 13  | Sandra                           |                            |
| 2005      | Amarte así               | Telemundo | Chantal                          |                            |
| 2006      | Sos mi vida              | Canal 13  | Constanza Insúa                  | Antagonista                |
| 2007–2008 | Lalola                   | América   | Dolores "Lola" Padilla           | Protagonista               |
| 2008–2009 | Los Exitosos Pells       | Telefe    | Sol Casenave                     | Protagonista               |
| 2011      | Un año para recordar     | Telefe    | Ana                              | Protagonista               |
| 2011      | Los Únicos               | Canal 13  | Doris Hoffman                    | Participação Especial      |
| 2014      | Guapas                   | Canal 13  | María Emilia"Mey" García del Río | Protagonista               |
| 2015      | Dispuesto a Todo         | Canal 13  | Terapeuta                        | Especial Fundación Huésped |
| 2016      | Educando a Nina          | Telefe    | Paz Echegaray                    | Participação Especial      |
| 2018      | 100 Días Para Enamorarse | Telefe    | Laura                            | Protagonista               |

### Minisséries
| Ano       | Título              | Personagem    | Canal      | Notas                    |
| --------- | ------------------- | ------------- | ---------- | ------------------------ |
| 2001–2003 | 5 Amigos            |               | Canal 13   |                          |
| 2005      | Mujeres asesinas    | Analía        | Canal 13   | Episódio: "Norah, amiga" |
| 2012      | Tiempos compulsivos | Inés Alonso   | Canal13    | Participação Especial    |
| 2013      | En terapia          | Juliana Rosso | Tv Pública | Protagonista             |
| 2018      | Edha                | Tatiana       | Netflix    | Participação Especial    |

## Teatro
- "Ceremonia enamorada" de Miguel Guerberof. Diretor: Carla Peterson.
- "Comedia" de Samuel Beckett. Gira Milan. Teatro Piccolo Milan. Trama de autores - Festival 2007. Diretor: Miguel Guerberof
- "Alcestes de Eurípides". Director: Miguel Guerberof
- "El Castillo de Kafka" Adaptada e dirigida por M. Guerberof. Companhia Shakespeare Buenos Aires.
- "Todo está bien si termina bien de W. Shakespeare". Diretor: Miguel Guerberof. Companhia Shakespeare Buenos Aires.
- "Para todos los gustos de William Shakespeare". Diretor: Miguel Guerberof. Companhia Shakespeare Buenos Aires.
- "El cuento de invierno de W. Shakespeare". Diretor: Miguel Guerberof. Companhia Shakespeare Buenos Aires. Gira Alemania / Shakespeare Festival.
- "Chicas Católicas" de Casey Kurtti. Diretor: Alicia Zanca.
- "Quién es Janet?" de Carla Peterson, Mariana Prömmel y Claudia Fontán. Diretor: Claudia Fontán.
- "Corazon idiota" de Carlos Casella, Daniel Cúparo, Ana Frenkel.
- "La Guerra de los Roses". Diretor: Marcos Carnevale.
- "Venus en la piel" Diretor: Javier Dualte

## Prêmios

### Prêmios Martín Fierro
| Ano  | Categoria                            | Novela                    | Resultado |
| ---- | ------------------------------------ | ------------------------- | --------- |
| 2002 | Atriz Coadjuvante                    | Son amores                | Nomeada   |
| 2006 | Atriz coadjuvante em comédia         | Sos mi vida               | Nomeada   |
| 2007 | Atriz Protagonista de Comédia        | Lalola                    | Ganhadora |
| 2008 | Atriz Protagonista de Comédia        | Los exitosos Pells Lalola | Ganhadora |
| 2009 | Atriz Protagonista de Comédia        | Los exitosos Pells        | Nomeada   |
| 2014 | Atriz Protagonista de Ficcção Diária | Guapas                    | Ganhadora |

### Prêmios Clarín
| Ano  | Categoria               | Novela             | Resultado |
| ---- | ----------------------- | ------------------ | --------- |
| 2002 | Atriz revelação         | Son amores         | Ganhadora |
| 2007 | Melhor atriz de comédia | Lalola             | Ganhadora |
| 2008 | Melhor atriz de comédia | Lalola             | Ganhadora |
| 2009 | Melhor atriz de comédia | Los exitosos Pells | Nomeada   |

### Prêmios Tato
| Ano  | Categoria                              | Programa            | Resultado |
| ---- | -------------------------------------- | ------------------- | --------- |
| 2012 | Melhor atriz coadjuvante em minissérie | Tiempos compulsivos | Nomeada   |
| 2013 | Melhor atriz protagonista em drama     | En Terapia          | Nomeada   |

### Prêmios Sur
| Ano  | Categoria                 | Filme       | Resultado |
| ---- | ------------------------- | ----------- | --------- |
| 2012 | Melhor atriz protagonista | Dos más dos | Nomeada   |

### Premios Hugo
| Ano  | Categoría          | Programa       | Resultado |
| ---- | ------------------ | -------------- | --------- |
| 2010 | Revelação feminino | Corazón idiota | Nomeada   |

### Premios ACE
| Año  | Categoría                                       | Programa      | Resultado |
| ---- | ----------------------------------------------- | ------------- | --------- |
| 2015 | Atriz protagonista drama e/ou comédia dramática | Venus en Piel | Nomeada   |

### Premios Konex
| Año  | Categoría                                       | Resultado |
| ---- | ----------------------------------------------- | --------- |
| 2011 | Diploma ao Mérito: Atriz de televisão da década | Ganhadora |